# Михалково (Смоленская область)
Михалково — деревня в Смоленском районе Смоленской области России. Входит в состав Вязгинского сельского поселения. Население — 10 жителей (2007 год). 
Расположена в западной части области в 22 км к северу от Смоленска, в 15 км севернее автодороги М1 «Беларусь», на берегу реки Сушица. В 22 км южнее деревни расположена железнодорожная станция Красный Бор на линии Москва — Минск. 

## История
В годы Великой Отечественной войны деревня была оккупирована гитлеровскими войсками в июле 1941 года, освобождена в сентябре 1943 года. 